# Medernach
Medernach (Luxemburgs: Miedernach) is een plaats in de Luxemburgse gemeente Vallée de l'Ernz.
Tot 2012 was Medernach een onafhankelijke gemeente.

## Ontwikkeling van het inwoneraantal (van de voormalige gemeente Medernach)
| Jaar                              | 2001 | 2002 | 2003 | 2004 | 2005 |
| --------------------------------- | ---- | ---- | ---- | ---- | ---- |
| Inwoneraantal                     | 967  | 979  | 985  | 1000 | 1029 |
| Opmerking: tellingen op 1 januari |      |      |      |      |      |